# Emanuel Sweert
Emanuel Sweert (Zevenbergen, 1552 - Amsterdam, 1612) fou un pintor, il·lustrador, horticultor neerlandès, destacat per la seva publicació de l'any 1612, a Frankfurt del Main de Florilegium Amplissumum et Selectissimum.

## Biografia
Sweert va viure en una època en què plantes noves de tot el món s'introduïen a Europa a través de mercants neerlandesos, anglesos i francesos. Per satisfer el creixent interès en plantes exòtiques, pel públic, es van establir jardineries per rics comerciants amb la finalitat de satisfer la demanda.

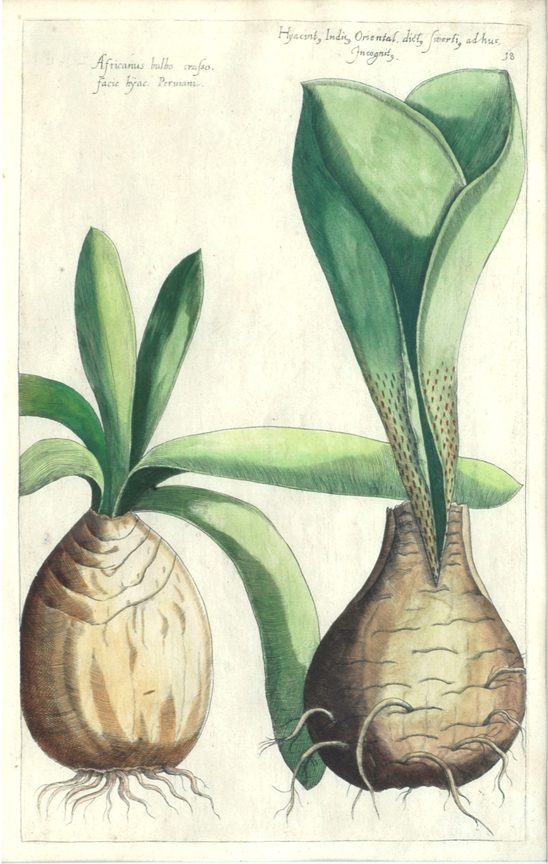
Planxa de Florilegium

Les il·lustracions botàniques van trobar de sobte un lloc en la producció de catàlegs dels vivers. Sweert va preparar el seu Florilegium com a guia dels seus preciosos estocs per a la "Fira de Frankfurt de 1612". Les seves planxes, que representaven a uns 560 bulbs i flors, eren de Florilegium de Johann Theodore de Bry; que al seu torn es basava en el de Pierre Vallet. Els seus atractius bulbs representats van provocar gran popularitat, donant lloc a sis edicions de l'obra entre 1612 i 1647, i una demanda que més tard donaria lloc a "Tulipomania". Al moment de la Fira, Sweert va passar al servei de Rodolf II del Sacre Imperi Romanogermànic com a director dels seus jardins de Viena. Va usar lliurement plaques que havien estat publicats abans, per la qual cosa moltes de les quals van aparèixer en Florilegium i ja havien estat conreades als jardins d'Enric IV de França, en el Louvre.